# Eric Turner
 (octobre 2019).
Si vous disposez d'ouvrages ou d'articles de référence ou si vous connaissez des sites web de qualité traitant du thème abordé ici, merci de compléter l'article en donnant les références utiles à sa vérifiabilité et en les liant à la section « Notes et références ».
Pour les articles homonymes, voir Turner.
Eric Turner, né le 7 février 1963, à Elkhart, dans l'Indiana, est un ancien joueur américain de basket-ball. Il évolue au poste de meneur. 

## Palmarès
- Rookie de l'année CBA 1985